# Студенец (Наровчатский район)
Студенец — село в Наровчатском районе Пензенской области России. Входит в состав Плесковского сельсовета.

## География
Село находится в северо-западной части Пензенской области, в пределах западного склона Приволжской возвышенности, в лесостепной зоне, на левом берегу реки Студенец, на расстоянии примерно 14 километров (по прямой) к юго-западу от села Наровчат, административного центра района. Абсолютная высота — 181 метр над уровнем моря.

### Климат
Климат характеризуется как умеренно континентальный, с холодной продолжительной зимой и тёплым летом. Среднегодовая температура воздуха — 3,6 — 3,8 °C. Средняя температура воздуха самого тёплого месяца (июля) — 20 °C; самого холодного (января) — −13 °C. Безморозный период длится 128 дней. Продолжительность вегетационного периода — в среднем 176 дней. Среднегодовое количество атмосферных осадков составляет 538 мм, из которых большая часть выпадает в тёплый период. Снежный покров устанавливается в конце ноября и держится в течение 136 дней.

### Часовой пояс
Село Студенец, как и вся Пензенская область, находится в часовой зоне МСК (московское время). Смещение применяемого времени относительно UTC составляет +3:00.

## Население
| 1710 | 1864 | 1877 | 1896 | 1912 | 1926 | 1930 |
| ---- | ---- | ---- | ---- | ---- | ---- | ---- |
| 120  | ↗590 | ↗618 | ↗840 | ↗932 | ↘887 | ↗925 |
| 1937 | 1959 | 1979 | 1989 | 1996 | 2002 | 2010 |
| ↘633 | ↘372 | ↘303 | ↘245 | ↘244 | ↘207 | ↘167 |

### Национальный состав
Согласно результатам переписи 2002 года, в национальной структуре населения русские составляли 98 % из 207 чел.